# Chiesa di San Paolo (Tavarnelle Val di Pesa)
La chiesa di San Paolo si trova presso il villaggio rurale di San Polo di Torre, nel comune di Barberino Tavarnelle in provincia di Firenze.

## Storia
Della chiesa di San Paolo sono rimaste pochissime notizie e tutte relative alla sua situazione economica tra la metà del Duecento e i primi del Trecento.
Il 9 agosto 1260 il suo rettore era Aldobrandino Brunetti chi si impegnò a versare 5 staia di grano per il mantenimento dell'esercito fiorentino. Negli elenchi delle decime relativi agli anni dal 1276 e il 1303 la chiesa risulta tra le non esenti ma venne comunque dispensata dal pagamento perché poverissima.
Nel 1402 la chiesa di San Paolo risulta ancora come parrocchia autonoma e tassata per 3 lire e 2 soldi. Nel XIX secolo era già stata da tempo annessa alla pieve di San Donato in Poggio ed era diventata l'oratorio privato di un certo senatore Bani. Fino ad anni recenti è stata utilizzata come deposito agricolo.
Oggi la chiesa, come il circostante villaggio di San Polo, è totalmente abbandonata e lasciata in balia degli elementi.

## Descrizione

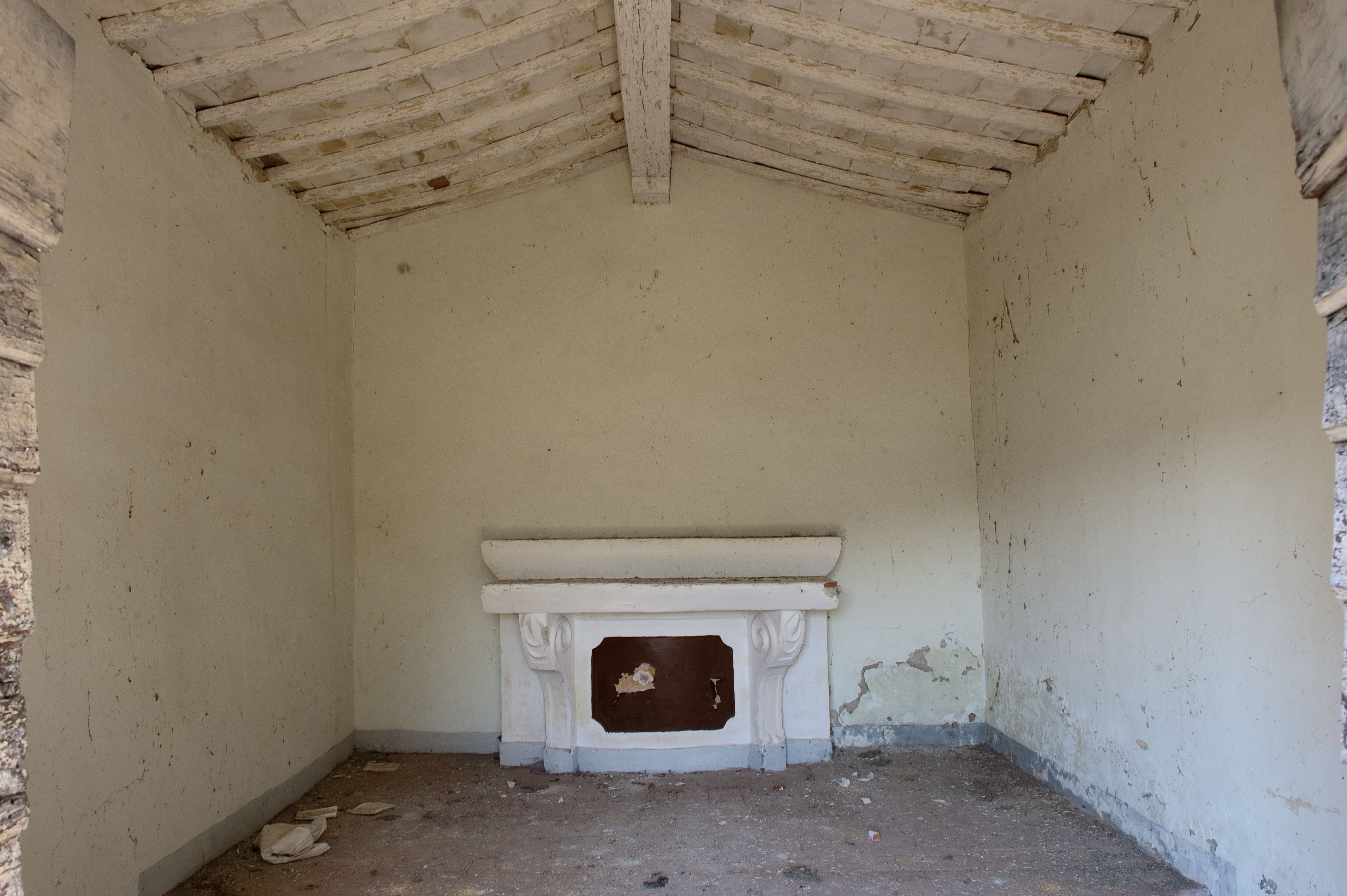
Interno

La chiesa, costruita su un affioramento di calcare, consiste in una piccola aula rettangolare, più volte modificata nel corso del tempo.
La fiancata settentrionale e quella occidentale mostrano tracce della primitiva costruzione; sul fianco ovest sono visibili i resti di una porta oggi tamponata. Anticamente dovette subire il collo della tribuna e a quel punto la chiesa venne accorciata e le venne rovesciato l'orientamento.
Il paramento murario originale presenta bozze dalla tonalità ocra-avorio disposte a filaretto.
L'interno, completamente spoglio, ha le pareti intonacate e dipinte di bianco. È rimasto solo lo scheletro dell'altare.

## Il villaggio di San Polo

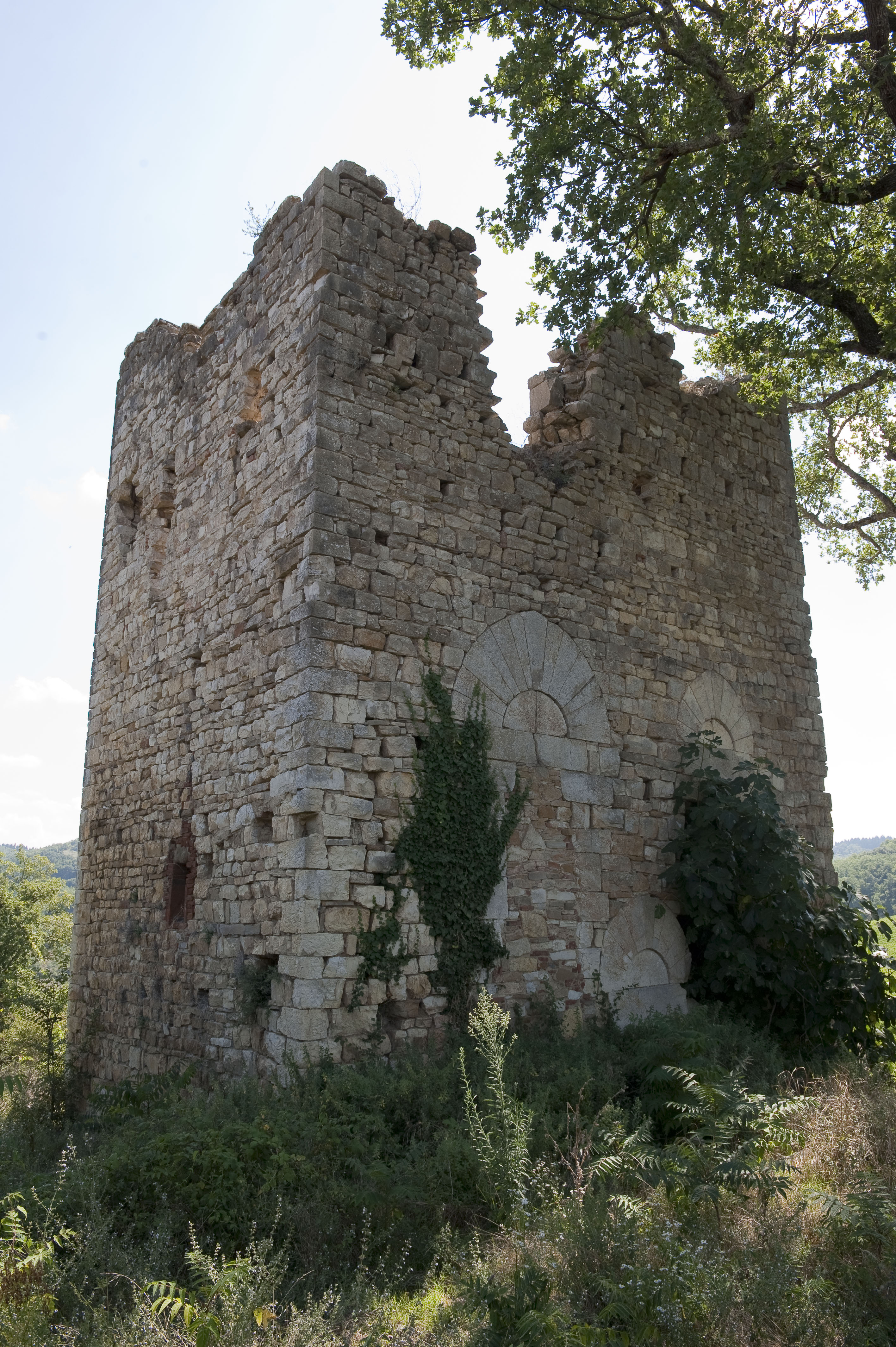
Ruderi della casa-torre

Come detto il villaggio è in stato di completo abbandono. Oltre ad alcune case coloniche vi si trovano resti di una notevole casa-torre. La torre è anch'essa allo stato di rudere ma quel che è rimasto è comunque notevole; si tratta di una costruzione riferibile alla fine del XII secolo che mostra un paramento murario realizzato con grande cura. Nel paramento spiccano gli archivolti di ben tre portali e tutti hanno l'intradosso a tutto sesto e l'estradosso a sesto acuto